# SHISHAMO 6
《SHISHAMO 6》是日本摇滚乐队SHISHAMO的第6张原創專輯，于2020年1月29日发行。

## 简介
SHISHAMO在2019年11月25日宣布了本作发行的消息。距上一张原创专辑《SHISHAMO 5》相隔1年7个月，新专辑《SHISHAMO 6》收录了2019年度NHK全国学校合唱赛中学部课题曲《想在你的身边》在内共13曲。专辑封面与之前的专辑相同由摄影师川岛小鸟拍摄。12月18日公布了专辑的详细曲目。
这张专辑是见证SHISHAMO成长的全新作品，与乐队之前的专辑不同，本作中宫崎回到了乐队出道时的创作风格，不在意过往的作品和风格，专注于音乐本身。正因如此，乐队也希望听众能够忘记对SHISHAMO这支乐队已有的观念，以崭新的心态来听这张专辑。本作更加追求音乐性的同时融合了多种以往未尝试过的曲风，第1曲《像天使一样》是变化最大的一曲，在专辑最前就给人耳目一新的感觉。而第2曲《乱糟糟》则加入了RAP元素，与第1曲形成了鲜明的反差。此外专辑还首次收入了Demo录音。专辑最后的《夜晚的云是雨的预报》是最能代表当下乐队的一曲，没有具体的主题，给人以瞎想的空间。

## 发行
- 普通盘（商品编号：UPCM-1407）

## 收录
| CD       | CD                     | CD                 | CD                                      | CD    |
| 曲序     | 曲目                   | 编曲               | 备注                                    | 时长  |
| -------- | ---------------------- | ------------------ | --------------------------------------- | ----- |
| 1.       | （像天使一样）         | SHISHAMO           |                                         | 5:20  |
| 2.       | （乱糟糟）             | SHISHAMO           |                                         | 3:07  |
| 3.       | （你所重视的事）       | SHISHAMO           |                                         | 4:57  |
| 4.       | （二氧化碳）           | SHISHAMO           |                                         | 5:15  |
| 5.       | （还会忘记吗）         | SHISHAMO           |                                         | 4:34  |
| 6.       | （伸开翅膀）           | SHISHAMO           | 富士电视台《王子的早午餐》节目主题曲    | 5:05  |
| 7.       | （只有现在）           |                    |                                         | 3:27  |
| 8.       | （午夜，客厅，关灯。） | SHISHAMO           |                                         | 4:40  |
| 9.       | （最喜欢的男孩）       | SHISHAMO           |                                         | 4:27  |
| 10.      | （吻我）               | SHISHAMO           |                                         | 4:07  |
| 11.      | （再见）               | SHISHAMO           |                                         | 3:48  |
| 12.      | （想在你的身边）       | 小林武史、宫崎朝子 | 第86届NHK全国学校音乐合唱赛中学部课题曲 | 4:54  |
| 13.      | （夜晚的云是雨的预报） | 小林武史           | 東京地下鐵「Find my Tokyo.」广告曲      | 5:33  |
| 总时长： | 总时长：               | 总时长：           | 总时长：                                | 59:21 |